# 木下昌雄
木下 昌雄（きのした まさお、1914年7月3日 - 1995年7月19日）は、日本の経営者、工学博士。日立造船社長を務めた。大阪府出身。運動生理学者・木下東作の次男。兄は動物生理学者の木下治雄。妻・敦子は東京都知事・日本赤十字社社長を務めた東龍太郎の長女。

## 経歴
1937年に東京帝国大学工学部船舶工学科を卒業。海軍造船大尉を経て、1940年に東京帝国大学工学部助教授に就任し、1946年に鉄道技術研究所での勤務を経て、1949年に日立造船に入社。1964年11月に取締役に就任し、1967年11月に常務を経て、1973年11月に副社長に就任し、1979年6月に社長に昇格。1983年6月に相談役に就任。
1976年に藍綬褒章を受章し、1986年4月に勲二等旭日重光章を受章。
1995年7月19日、肝不全のため死去。81歳没。